# Liste der IPA-Zeichen
Diese Liste der Zeichen des Internationalen Phonetischen Alphabets (IPA) ordnet die Lautschriftzeichen nach Ähnlichkeit mit Graphem bzw. Lautwert von Zeichen des lateinischen Alphabets.
Alle IPA-Zeichen sind mit einer Beschreibung und Beispielen versehen. Als Beispielsprachen bevorzugt werden neben Deutsch die gängigen modernen Schulsprachen, das heißt vor allem Englisch, Französisch, Italienisch, Spanisch und Russisch.
Die als Beispiele angegebenen Aussprachevarianten erheben keinen Anspruch darauf, standardsprachlich, überregional oder gar die einzig mögliche Variante zu sein. Auch die Übersetzungen geben lediglich jeweils eine Bedeutung der meist polysemen oder homonymen Wörter wieder.

## KonsonantenundVokale
Griechische Buchstaben (und daraus abgeleitete Zeichen) sind bei den lateinischen Buchstaben aufgeführt, mit denen sie üblicherweise dargestellt werden.
Gedrehte Zeichen sind doppelt aufgelistet, sofern ihre Lautbedeutung stark von der des ungedrehten Buchstabens abweicht. Die eigentliche Beschreibung steht bei dem Buchstaben, zu dessen phonetischer Bedeutung sie eine Lautvariante darstellen. Ein zusätzlicher Querverweis steht bei dem Buchstaben, aus dem oder aus dessen griechischem Pendant sie erstellt wurden.
Um ein Zeichen aus einer Lautschriftangabe in einem Artikel in der Liste zu finden, kann man das Zeichen hier in der Leiste suchen oder im Artikel kopieren und mit der Suchfunktion des Browsers in dieser Liste ausmachen.

### A
| IPA-Zeichen (anklickbar) | Laut                                        | Umschreibung für Deutschsprachige | Beispiel | Hörbeispiel (anklickbar) |
| ------------------------ | ------------------------------------------- | --- | --- | ------------------------ |
| a                        | Ungerundeter offener Vorderzungenvokal      | der Laut kommt im Deutschen nicht vor; das IPA-Zeichen wird allerdings oft vereinfachend für den ungerundeten offenen Zentralvokal benutzt, welcher die deutsche Standardaussprache des a ist                                     | deutsch Kamm [kʰam] franz. avoir („haben“) [aˈvwaːʁ] russ. я („ich“) [ja]                                                                                   | ▶ⓘ                       |
| ɐ                        | Fast offener Zentralvokal                   | dumpfes etwas helles a, zwischen a und ə; eine der deutschen Aussprachen des unbetonten -er am Wortende; im Süddeutschen häufige Varietät von a z. B. vor Nasalen                                                                 | deutsch besser [ˈbɛsɐ] süddeutsch Kamm [kʰɐm] port. para („für“) [ˈpɐɾɐ] bulgar. дума („Wort“) [ˈdumɐ]                                                      | ▶ⓘ                       |
| ɑ                        | Ungerundeter offener Hinterzungenvokal      | „dunkles“ a, artikuliert durch aktive Erweiterung des hinteren Rachenbereichs, wobei der Kehlkopf etwas nach unten gezogen wird                                                                                                   | engl. calm („Windstille“) [kʰɑːm] franz. âme („Seele“) [ɑm] niederl. bad („Bad“) [bɑt] pers. دار („Galgen“) [dɑɾ]                                           | ▶ⓘ                       |
| ɒ                        | Gerundeter offener Hinterzungenvokal        | gerundete Variante des [ɑ] | engl. (BE) flop („Misserfolg“) [flɒp] ungar. kalap („Hut“) [ˈkɒlɒp]                                                                                         | ▶ⓘ                       |
| æ                        | Ungerundeter fast offener Vorderzungenvokal | offenes etwas helles a, zwischen a und ä [ɛ] | schweiz. Estrich („Dachboden“) [ˈæʃtrɪx] (einige, nicht alle Dialekte) engl. cat („Katze“) [kʰæt] finn. pää („Kopf; Ende“) [ˈpæː] pers. ابر („Wolke“) [æbɾ] | ▶ⓘ                       |
| ɑ̃                        | Ungerundeter offener Hinterzungennasalvokal | Nasaliertes a, wie bei allen Nasalvokalen wird der Luftstrom aus dem Kehlkopf in den Mund durch Annäherung des Gaumensegels an den Zungengrund vermindert, zwischen /ɑ/ und /ɔ/, in französischen Lehnwörtern wie Orange, Chanson | franz. chant („Gesang“) [ʃɑ̃] | ▶ⓘ                       |
| ʌ                        | Ungerundeter halboffener Hinterzungenvokal  | „dunkles“, also mit erweitertem hinteren Rachenraum gebildetes, dabei leicht geschlossenes, aber ungerundetes a | engl. (BE) butter („Butter“) [bʌtʰə] russ. молодой („jung“) [məɫʌˈdoj]                                                                                      | ▶ⓘ                       |

Für den deutschen Ä-Laut siehe unter E.

### B
| IPA-Zeichen (anklickbar) | Laut                            | Umschreibung für Deutschsprachige | Beispiel | Hörbeispiel (anklickbar) |
| ------------------------ | ------------------------------- | --- | --- | ------------------------ |
| b                        | Stimmhafter bilabialer Plosiv   | deutsch b | deutsch Ball [bal] engl. bulb („Glühlampe“) [bʌlb] franz. abri („Schutz“) [aˈbʁi]                                    | ▶ⓘ                       |
| ɓ                        | Stimmhafter bilabialer Implosiv | implosives b, mit nach innen gerichtetem Luftstrom; der erforderliche Unterdruck wird erzeugt, indem die Artikulation mit geschlossenem Kehlkopf beginnt. | Hausa ɓara („schälen“) [ɓaːɽàː] Sindhi ٻارُ („Kind“) [ɓarʊ] Shona bapu („Lunge“) [ˈɓapu] versus bhasi („Bus“) [ˈbasi] | ▶ⓘ                       |
| ʙ                        | Stimmhafter bilabialer Vibrant  | ähnlich dem Brrr, das im Deutschen Unbehagen oder Frieren ausdrückt                                                                                       | Kélé („Gesicht“) [mʙulim] Kom („glauben“) [ʙ̥ɨmɨ]                                                                     | ▶ⓘ                       |
| β                        | Stimmhafter bilabialer Frikativ | ähnlich deutsch w, allerdings mit beiden Lippen statt Schneidezähnen und Unterlippe gebildet                                                              | span. labio („Lippe“) [ˈlaβjo] Binongko awa („bekommen“) [ˈaβa]                                                      | ▶ⓘ                       |

### C
| IPA-Zeichen (anklickbar) | Laut                                 | Umschreibung für Deutschsprachige und typische europäische Schreibweisen                   | Beispiel | Hörbeispiel (anklickbar) |
| ------------------------ | ------------------------------------ | ------------------------------------------------------------------------------------------ | --- | ------------------------ |
| c                        | Stimmloser palataler Plosiv          | ähnlich niederdeutsch tj in Matjes tschech. ť und t vor ě/i ungar. ty, lett. ķ, isländ. kj | tschech. tělo („Körper“) [ˈcɛlo] ungar. kutya („Hund“) [ˈkucɒ] lett. ķemme („Kamm“) [ˈceme] isl. Reykjavík [ˈreiːcaviːk]      | ▶ⓘ                       |
| ç                        | Stimmloser palataler Frikativ        | deutsch ch, wenn nicht nach a, o, u oder bei -chen                                         | deutsch ich [ʔɪç] neugriech. όχι („nein“) [ˈɔçi] ir. chiall („Sinn“) [çialˠ]                                                  | ▶ⓘ                       |
| ɕ                        | Stimmloser alveolopalataler Frikativ | zwischen deutsch ch in ich und deutsch ß in weiß, russ. щ, сч                              | schwed. kjol („Rock“) [ɕuːl] poln. siedem („sieben“) [ˈɕɛdɛm] russ. счастье („Glück“) [ˈɕːæsʲtʲjə] chin. xué („lernen“) [ɕyɛ] | ▶ⓘ                       |
| ɔ                        | siehe unter O                        | siehe unter O                                                                              | siehe unter O | siehe unter O            |
| ɔ̃                        | siehe unter O                        | siehe unter O                                                                              | siehe unter O | siehe unter O            |

### D
| IPA-Zeichen (anklickbar) | Laut                                 | Umschreibung für Deutschsprachige | Beispiel | Hörbeispiel (anklickbar) |
| ------------------------ | ------------------------------------ | --- | --- | ------------------------ |
| d                        | Stimmhafter alveolarer Plosiv        | deutsch d | deutsch dann [dan] engl. (BE) wand („Zauberstab“) [wɒnd] franz. dans („in“) [dɑ̃]                                      | ▶ⓘ                       |
| ɗ                        | Stimmhafter dentaler Implosiv        | implosives d, mit nach innen gerichtetem Luftstrom; der erforderliche Unterdruck wird erzeugt, indem die Artikulation mit geschlossenem Kehlkopf beginnt. | Sindhi Festival [ɗɪnu] Hausa ɗana („messen“) [ɗaːnàː] Shona dende („Krug“) [ˈɗenɗe] versus dhesiki („Pult“) [ˈdesiki] | ▶ⓘ                       |
| ɖ                        | Stimmhafter retroflexer Plosiv       | d mit hinter die Alveolen zurückgebogener Zunge | schwed. bord (Tisch) [buːɖ] Hindi डाल („Zweig“) [ɖɑl] Sindhi Angst [ɖəpʊ]                                              | ▶ⓘ                       |
| ð                        | Stimmhafter dentaler Frikativ        | stimmhafter th-Laut (Lispellaut) | engl. (BE) there („dort“) [ðɛə̯] neugriech. δέντρο („Baum“) [ˈðɛndrɔ] baschkir. ҡыҙ („Mädchen“) [qɯ̞ˈð]                 | ▶ⓘ                       |
| d͡z                       | Stimmhafte alveolare Affrikate       | [d], das direkt in ein [z] übergeht | ital. zero („Null“) [d͡zɛːro] alban. xixëllonja („Glühwürmchen“) [d͡zid͡zəɫɔɲa]                                          | ▶ⓘ                       |
| d͡ʒ                       | Stimmhafte postalveolare Affrikate   | deutsch dsch; [d], das direkt in ein [ʒ] übergeht | deutsch Dschungel [ˈd͡ʒʊŋəl] engl. judge („Richter“) [d͡ʒʌd͡ʒ]                                                           | ▶ⓘ                       |
| d̠͡ʑ                       | Stimmhafte alveolopalatale Affrikate | [d], das direkt in ein [ʑ] übergeht | poln. dźwięk („Klang“) [d͡ʑvʲɛŋk]                                                                                      | ▶ⓘ                       |
| ɖ͡ʐ                       | Stimmhafte retroflexe Affrikate      | [ɖ], das direkt in ein [ʐ] übergeht | poln. dżem („Marmelade“) [d͡ʐɛm]                                                                                       | ▶ⓘ                       |

### E
| IPA-Zeichen (anklickbar) | Laut                                             | Umschreibung für Deutschsprachige                                                                               | Beispiel | Hörbeispiel (anklickbar) |
| ------------------------ | ------------------------------------------------ | --- | --- | ------------------------ |
| e                        | Ungerundeter halbgeschlossener Vorderzungenvokal | geschlossenes deutsches e (im Deutschen zumeist lang und betont, in Fremdwörtern auch halblang mit Nebenakzent) | deutsch Beet [beːt(ʰ)] deutsch telefonieren [ˌtʰeləfoˈniːʁən] franz. été („Sommer“) [eˈte] ital. pane („Brot“) [ˈpaːne]                            | ▶ⓘ                       |
| ə                        | Mittlerer Zentralvokal                           | unbetontes deutsches e (außer in Fremdwörtern, vergleiche [e]); Schwa                                           | deutsch Falle [ˈfalə] engl. about („über“) [əˈbaʊ̯t] franz. je („ich“) [ʒə] rumän. măr („Apfel“) [mər]                                              | ▶ⓘ                       |
| ɘ                        | Ungerundeter halbgeschlossener Zentralvokal      | ähnlich deutschem unbetontem e (Schwa)                                                                          | engl. (NZ) bit („Stück, Teil“) [bɘt] luxemburgisch Mëschung („Mischung“) [ˈmɘʃʊŋ]                                                                  | ▶ⓘ                       |
| ɛ                        | Ungerundeter halboffener Vorderzungenvokal       | deutsch e („offenes“ e, häufig auch mit ä geschrieben)                                                          | deutsch kess [kʰɛs] franz. père („Vater“) [pɛʁ] ital. era („Ära“) [ˈɛːra] engl. (AE) gender („Geschlecht“) [ˈd͡ʒɛndɚ] poln. jeden („eins“) [ˈjɛdɛn] | ▶ⓘ                       |
| ɛ̃                        | Ungerundeter halboffener Vorderzungennasalvokal  | heller Nasalvokal                                                                                               | franz. main („Hand“) [mɛ̃] franz. plein („voll“) [plɛ̃] poln. pęseta („Pinzette“) [pɛ̃sɛta]                                                           |                          |
| ɜ                        | Ungerundeter halboffener Zentralvokal            | zwischen deutsch ä in hätte und deutsch ö in möchte                                                             | engl. (BE) bird („Vogel“) [bɜːd] vietnames. vâng („gehorchen“) [vɜŋ]                                                                               | ▶ⓘ                       |

### F
| IPA-Zeichen (anklickbar) | Laut                              | Umschreibung für Deutschsprachige       | Beispiel                                                                            | Hörbeispiel (anklickbar) |
| ------------------------ | --------------------------------- | --------------------------------------- | ----------------------------------------------------------------------------------- | ------------------------ |
| f                        | Stimmloser labiodentaler Frikativ | deutsch f                               | deutsch Haft [haft(ʰ)] engl. (BE) cough („husten“) [kʰɒf] franz. feu („Feuer“) [fø] | ▶ⓘ                       |
| ɸ                        | Stimmloser bilabialer Frikativ    | bilabiales f (Lippenhaltung wie beim p) | japan. ふた („Deckel“) [ɸɯta] Hausa fara („anfangen“) [ɸaːɽàː]                      | ▶ⓘ                       |

### G
| IPA-Zeichen (anklickbar) | Laut                                        | Umschreibung für Deutschsprachige | Beispiel | Hörbeispiel (anklickbar)                    |
| ------------------------ | ------------------------------------------- | --- | --- | ------------------------------------------- |
| ɡ                        | Stimmhafter velarer Plosiv                  | deutsch g | deutsch Gott [ɡɔt(ʰ)] engl. (BE) dog („Hund“) [dɒɡ] franz. guerre („Krieg“) [ɡɛʁ] niederl. goal („Tor“) [ˈgoːɫ] | ▶ⓘ                                          |
| ɠ                        | Stimmhafter velarer Implosiv                | implosives g, mit nach innen gerichtetem Luftstrom; der erforderliche Unterdruck wird erzeugt, indem die Artikulation mit geschlossenem Kehlkopf beginnt.                                                                                     | Sindhi schwer [ɠəro]                                                                                            | ▶ⓘ                                          |
| ɢ                        | Stimmhafter uvularer Plosiv                 | weiter hinten im Rachen gesprochenes g | pers. غار („Höhle“) [ɢar]                                                                                       | ▶ⓘ                                          |
| ʛ                        | Stimmhafter uvularer Implosiv               | weiter hinten im Rachen gesprochenes g mit nach innen gerichtetem Luftstrom | Mam q'a („Feuer“) [ʛa]                                                                                          | ▶ⓘ                                          |
| ɣ                        | Stimmhafter velarer Frikativ                | im Deutschen dialektal (z. B. westfälisch „Wagen“). Gaumensegel und (hinterer) Zungenrücken werden an der Stelle nur einander angenähert, wo sie sich bei der Artikulation des [g] berühren, also weiter vorne als beim Zäpfchen-R (siehe: ʁ) | arab. غرب („Westen“) [ɣarb] neugriech. γάλα („Milch“) [ˈɣala]                                                   | ▶ⓘ                                          |
| ɤ                        | siehe unter O                               | siehe unter O | siehe unter O                                                                                                   | siehe unter O                               |
| ˠ                        | siehe unter Diakritika und Suprasegmentalia | siehe unter Diakritika und Suprasegmentalia | siehe unter Diakritika und Suprasegmentalia                                                                     | siehe unter Diakritika und Suprasegmentalia |

### H
| IPA-Zeichen (anklickbar) | Laut                                        | Umschreibung für Deutschsprachige                                       | Beispiel                                                                            | Hörbeispiel (anklickbar)                    |
| ------------------------ | ------------------------------------------- | ----------------------------------------------------------------------- | ----------------------------------------------------------------------------------- | ------------------------------------------- |
| h                        | Stimmloser glottaler Frikativ               | deutsch h                                                               | deutsch Halle [ˈhalə] engl. have („haben“) [hæv] isländ. löpp („Fuß“) [lœhp]        | ▶ⓘ                                          |
| ħ                        | Stimmloser pharyngaler Frikativ             | zwischen [h] wie deutsch aha und [x] wie deutsch Achat                  | arab. حج („Pilgerfahrt“) [ħadːʒ]                                                    | ▶ⓘ                                          |
| ɦ                        | Stimmhafter glottaler Frikativ              | stimmhafte Variante von deutsch h                                       | niederl. hoed („Hut“) [ɦut] ukrain. гуска („Gans“) [ˈɦuskɑ] Igbo áhà („Name“) [áɦà] | ▶ⓘ                                          |
| ɧ                        | Stimmloser velopalataler Frikativ           | fauchender Laut zwischen [ʃ] wie deutsch rasch und [x] wie deutsch Bach | schwed. sjal („Schal“) [ɧɑːl]                                                       | ▶ⓘ                                          |
| ʜ                        | Stimmloser epiglottaler Frikativ            | ähnlich deutsch ch in Bach                                              | awar. Geruch [maʜ]                                                                  | ▶ⓘ                                          |
| ɥ                        | siehe unter Y                               | siehe unter Y                                                           | siehe unter Y                                                                       | siehe unter Y                               |
| ʰ                        | siehe unter Diakritika und Suprasegmentalia | siehe unter Diakritika und Suprasegmentalia                             | siehe unter Diakritika und Suprasegmentalia                                         | siehe unter Diakritika und Suprasegmentalia |

### I
| IPA-Zeichen (anklickbar) | Laut                                                              | Umschreibung für Deutschsprachige | Beispiel                                                                                              | Hörbeispiel (anklickbar) |
| ------------------------ | ----------------------------------------------------------------- | --- | --- | ------------------------ |
| i                        | Ungerundeter geschlossener Vorderzungenvokal                      | (geschlossenes) i wie im Deutschen beim langen i | deutsch Miete [ˈmiːtʰə] engl. evening („Abend“) [ˈiːvnɪŋ] franz. cri („Schrei“) [kʁi]                 | ▶ⓘ                       |
| ĩ                        | Ungerundeter geschlossener Vorderzungennasalvokal                 | nasaliertes i | port. sim („ja“) [sĩ]                                                                                 |                          |
| ɨ                        | Ungerundeter geschlossener Zentralvokal                           | „dumpfes“, mit weiter hinten im Mund liegender Zunge gebildetes i, russ. ы, rumän. î am Wortanfang und sonst â | russ. вы („ihr“) [vɨ] poln. syn („Sohn“) [sɨn] rumän. cânta („singen“) [kɨnˈta]                       | ▶ⓘ                       |
| ɪ                        | Ungerundeter zentralisierter fast geschlossener Vorderzungenvokal | offenes i wie im Deutschen beim kurzen i | deutsch Mitte [ˈmɪtʰə] engl. ink („Tinte“) [ɪŋk] tschech. mile („angenehm“) [ˈmɪlɛ]                   | ▶ⓘ                       |
| ɯ                        | Ungerundeter geschlossener Hinterzungenvokal                      | ungerundeter dunkler geschlossener Laut, sehr ähnlich dem ɨ; dunkles Gegenstück zum i, geschlossenes Gegenstück zum a, ungerundetes Gegenstück zum u (Nach dem dreidimensionalen türkischen Vokalsystem, dessen 8 Vokale wie die Ecken eines Würfels aufgefasst werden können.) | türk. kalın (dick) [kaˈlɯn] port. peixe („Fisch“) [ˈpɐiʃɯ] korean. 음식 bzw. 飮食 („Essen“) [ˈɯːmɕik] | ▶ⓘ                       |
| ɤ                        | siehe unter O                                                     | siehe unter O | siehe unter O                                                                                         | siehe unter O            |

### J
| IPA-Zeichen (anklickbar) | Laut                                        | Umschreibung für Deutschsprachige und typische europäische Schreibweisen                                                 | Beispiel                                                                                              | Hörbeispiel (anklickbar)                    |
| ------------------------ | ------------------------------------------- | --- | --- | ------------------------------------------- |
| j                        | Stimmhafter palataler Approximant           | deutsch j, russ. й, ungarisch j und ly                                                                                   | deutsch jäh [jɛː] engl. onion („Zwiebel“) [ˈʌnjən] franz. taille („Größe“) [tɑj] russ. я („ich“) [ja] | ▶ⓘ                                          |
| ʝ                        | Stimmhafter palataler Frikativ              | stimmhafte Variante von deutsch ch in ich                                                                                | schwed. jord („Erde“) [ʝuːɖ] span. yo („ich“) [ˈʝo]                                                   | ▶ⓘ                                          |
| ɟ                        | Stimmhafter palataler Plosiv                | ähnlich deutsch dj ungarisch gy, albanisch gj, tschechisch/slowakisch ď, serbokroatisch latein. đ / kyrill. ђ lettisch Ģ | ungar. agy („Gehirn“) [ɒɟ] serbokroat. đak/ђак („Schüler“) [ɟak] ir. giall („Geisel“) [ɟialˠ]         | ▶ⓘ                                          |
| ʄ                        | Stimmhafter palataler Implosiv              | ähnlich deutsch tj in Matjes mit nach innen (statt wie stets im Deutschen nach außen) gerichtetem Luftstrom              | Sindhi ungebildet [ʄətu]                                                                              | ▶ⓘ                                          |
| ʲ                        | siehe unter Diakritika und Suprasegmentalia | siehe unter Diakritika und Suprasegmentalia                                                                              | siehe unter Diakritika und Suprasegmentalia                                                           | siehe unter Diakritika und Suprasegmentalia |

### K
| IPA-Zeichen (anklickbar) | Laut                       | Umschreibung für Deutschsprachige  | Beispiel                                                                      | Hörbeispiel (anklickbar) |
| ------------------------ | -------------------------- | ---------------------------------- | ----------------------------------------------------------------------------- | ------------------------ |
| k                        | Stimmloser velarer Plosiv  | deutsch k (jedoch ohne Aspiration) | deutsch kalt [kʰalt] engl. skull („Schädel“) [skʌɫ] franz. coq („Hahn“) [kɔk] | ▶ⓘ                       |
| k͡x                       | Stimmlose velare Affrikate | schweizerdeutsch k                 | schweizerdeutsch danke [ˈdaŋk͡xə]                                              |                          |

### L
| IPA-Zeichen (anklickbar) | Laut                                           | Umschreibung für Deutschsprachige und typische europäische Schreibweisen | Beispiel                                                                                                  | Hörbeispiel (anklickbar) |
| ------------------------ | ---------------------------------------------- | --- | --- | ------------------------ |
| l                        | Stimmhafter lateraler alveolarer Approximant   | deutsch l | deutsch Latte [ˈlatʰə] eng. let („lassen“) [lɛt] franz. salle („Saal“) [sal]                              | ▶ⓘ                       |
| ɫ                        | Velarisierter lateraler alveolarer Approximant | dunkles l im Englischen; im Deutschen dialektal in der Kölner und Wiener Mundart („Meidlinger L“)                                                                                        | engl. well („gut“) [wɛɫ] russ. лук („Zwiebel“) [ɫuk] port. fácil („einfach“) [ˈfasiɫ]                     | ▶ⓘ                       |
| ɬ                        | Stimmloser lateraler alveolarer Frikativ       | stimmloses l mit hörbarer Reibung an den Zungenseiten | walis. llan („Kirche“) [ɬan]                                                                              | ▶ⓘ                       |
| ɭ                        | Stimmhafter lateraler retroflexer Approximant  | l mit hinter die Alveolen zurückgebogener Zunge | schwed. pärla („Perle“) [ˈpæːɭa] Tamil நாள் („Tag“) [n̪aːɭ]                                                  | ▶ⓘ                       |
| ʟ                        | Stimmhafter lateraler velarer Approximant      | weiter hinten am Gaumen gesprochenes l | Mittel-Waghi aglagle („schwindlig“) [aʟaʟe]                                                               | ▶ⓘ                       |
| ɮ                        | Stimmhafter lateraler alveolarer Frikativ      | stimmhaftes l mit hörbarer Reibung an den Zungenseiten | Zulu dlala („Spiel“) [ˈɮálà]                                                                              | ▶ⓘ                       |
| ʎ                        | Stimmhafter lateraler palataler Approximant    | stimmhaftes palatalisiertes („mouilliertes“) l, gleichzeitige Artikulation von l und j ital. gl, span. ll, port. lh, slowak. ľ, slowen./kroat. lj, serb. љ, russ. ль/л vor я/е/и/ё und ю | ital. gli (bestimmter Artikel, m. Pl.) [ʎi] span. llave („Schlüssel“) [ˈʎaβe] slowen. Ljubljana [ʎubʎana] | ▶ⓘ                       |

### M
| IPA-Zeichen (anklickbar) | Laut                            | Umschreibung für Deutschsprachige                                | Beispiel | Hörbeispiel (anklickbar) |
| ------------------------ | ------------------------------- | ---------------------------------------------------------------- | --- | ------------------------ |
| m                        | Stimmhafter bilabialer Nasal    | deutsch m                                                        | deutsch Matte [ˈmatʰə] engl. milk („Milch“) [mɪɫk] franz. femme („Frau“) [fam]                               | ▶ⓘ                       |
| ɱ                        | Stimmhafter labiodentaler Nasal | ein an f wie in fünf oder w wie in Anwalt assimiliertes n oder m | deutsch Anfang [ˈaɱfaŋ] engl. (AE) comfort („Trost“) [ˈkʰʌɱfɚt] neugriech. συμβουλή („Ratschlag“) [siɱvuˈli] | ▶ⓘ                       |
| ɯ                        | siehe unter I                   | siehe unter I                                                    | siehe unter I                                                                                                | siehe unter I            |
| ʍ                        | siehe unter W                   | siehe unter W                                                    | siehe unter W                                                                                                | siehe unter W            |
| ɰ                        | siehe unter W                   | siehe unter W                                                    | siehe unter W                                                                                                | siehe unter W            |

### N
| IPA-Zeichen (anklickbar) | Laut                          | Umschreibung für Deutschsprachige und typische europäische Schreibweisen | Beispiel | Hörbeispiel (anklickbar) |
| ------------------------ | ----------------------------- | --- | --- | ------------------------ |
| n                        | Stimmhafter alveolarer Nasal  | deutsch n | deutsch nass [nas] engl. tin („Zinn“) [tʰɪn] franz. noir („schwarz“) [nwaːʁ] | ▶ⓘ                       |
| ɲ                        | Stimmhafter palataler Nasal   | zwischen n und j (gleichzeitig, also nicht n-j) franz./ital. gn, span. ñ, port. nh, katalan./ungar. ny, poln. ń/ni, tschech. ň/n vor ě/i, slowen./kroat. nj, serb. њ, russisch нь | franz. digne (würdig) [diɲ] ital. gnocchi („Nocken“, „Gnocchi“) [ˈɲɔkːi] span. niño („Kind“) [ˈniɲo] poln. Poznań („Posen“) [ˈpoznaɲ] port. caminho („Weg“) [ kɐˈmiɲu] ungar. anya („Mutter“) [ˈɒɲɒ] | ▶ⓘ                       |
| ŋ                        | Stimmhafter velarer Nasal     | deutsch ng | deutsch Hang [haŋ] engl. sing („singen“) [sɪŋ] ital. angolo („Ecke, Winkel“) [ˈaŋgolo] niederl. vangen („fangen“) [ˈv̊ɑŋə(n)] thail. งาน („arbeiten“) [ŋāːn]                                          | ▶ⓘ                       |
| ɳ                        | Stimmhafter retroflexer Nasal | n mit hinter die Alveolen zurückgebogener Zunge | schwed. barn („Kind“) [bɑːɳ] Malayalam Kettenglied [kɐɳːi] Sindhi Diamant [məɳi] | ▶ⓘ                       |
| ɴ                        | Stimmhafter uvularer Nasal    | weiter hinten im Rachen gesprochener Nasal ähnlich ng | Inuktitut („seine Knochen“) [saːɴːi] japanisch 三/参 (さん, „drei“) [saɴ] | ▶ⓘ                       |

### O
| IPA-Zeichen (anklickbar) | Laut                                                | Umschreibung für Deutschsprachige | Beispiel | Hörbeispiel (anklickbar) |
| ------------------------ | --------------------------------------------------- | --- | --- | ------------------------ |
| o                        | Gerundeter halbgeschlossener Hinterzungenvokal      | deutsch o („geschlossenes“ o) | deutsch Boot [boːt(ʰ)] franz. mot („Wort“) [mo] span. obra („Werk“) [ˈoβɾa] ital. giorno („Tag“) [ˈd͡ʒorno]                    | ▶ⓘ                       |
| õ                        | Gerundeter halbgeschlossener Hinterzungennasalvokal | nasaliertes „geschlossenes“ o | franz. bon („gut“) [bõ] |                          |
| ɵ                        | Gerundeter halbgeschlossener Zentralvokal           | zwischen dem geschlossenen ö [ø] in Söhne und dem geschlossenen o [o] in Bohne                                                                                       | isländisch vinur („Freund“) [ˈveːnөr] schwed. full („voll“) [fɵl]                                                             | ▶ⓘ                       |
| ø                        | Gerundeter halbgeschlossener Vorderzungenvokal      | deutsch ö („geschlossenes“ ö) | deutsch Bö [bøː] franz. feu („Feuer“) [fø] niederl. keuken („Küche“) [ˈkøːkə(n)] schwed. öl („Bier“) [øːl]                    | ▶ⓘ                       |
| ɞ                        | Gerundeter halboffener Zentralvokal                 | zwischen dem offenen ö [œ] in können und dem offenen o [ɔ] in konnte                                                                                                 | irisch tomhail („Konsumiert!“) [tɞːʎ] färöisch høgur („hoch“) [hɞːʋʊɹ]                                                        | ▶ⓘ                       |
| œ (oe-Ligatur)           | Gerundeter halboffener Vorderzungenvokal            | deutsch ö („offenes“ ö) | deutsch Hölle [ˈhœlə] franz. œuf („Ei“) [œf] finn. mökki („Hütte“) [ˈmœkːi]                                                   | ▶ⓘ                       |
| œ̃                        | Gerundeter halboffener Vorderzungennasalvokal       | gerundeter halboffener Nasalvokal, nasaliertes /œ/ | BF brun („braun“) [bʀœ̃] |                          |
| ɶ (oɛ-Ligatur)           | Gerundeter offener Vorderzungenvokal                | zwischen deutschem ä [ɛ] wie in kämmen und offenem deutschen ö [œ] wie in können Anm.: Das entsprechende IPA-Zeichen wird von manchen Browsern falsch wiedergegeben. | österr. Seil [sɶː] meckl. sæven [sɶːvn]                                                                                       | ▶ⓘ                       |
| ɔ                        | Gerundeter halboffener Hinterzungenvokal            | deutsch o („offenes“ o) | deutsch toll [tʰɔl] engl. saw („Säge“) [sɔː] ital. notte („Nacht“) [ˈnɔtːe] niederl. uitlokken („provozieren“) [ˈœy̯tˌlɔkə(n)] | ▶ⓘ                       |
| ɔ̃                        | Gerundeter halboffener Hinterzungennasalvokal       | im Deutschen in französischen Lehnwörtern wie Bonmot, Chanson | franz. montagne („Berg“) [mɔ̃ˈtaɲ] franz. long („lang“) [lɔ̃] poln. Śląsk („Schlesien“) [ɕlɔ̃sk]                                 |                          |
| ɤ                        | Ungerundeter halbgeschlossener Hinterzungenvokal    | ungerundetes „geschlossenes“ o | estn. sõna („Wort“) [ˈsɤna] chin. hē („trinken“) [χɤ] vietnames. tơ („Seide“) [tɤ] thail. เงิน („Silber“) [ŋɤn]                | ▶ⓘ                       |
| ʊ                        | siehe unter U                                       | siehe unter U | siehe unter U | siehe unter U            |
| ʘ                        | siehe unter Sonstige                                | siehe unter Sonstige | siehe unter Sonstige | siehe unter Sonstige     |

### P
| IPA-Zeichen (anklickbar) | Laut                             | Umschreibung für Deutschsprachige             | Beispiel                                                           | Hörbeispiel (anklickbar) |
| ------------------------ | -------------------------------- | --------------------------------------------- | ------------------------------------------------------------------ | ------------------------ |
| p                        | Stimmloser bilabialer Plosiv     | deutsch p wie in Speer (also ohne Aspiration) | engl. (BE) spear („Speer“) [spɪə̯] franz. nappe („Tischtuch“) [nap] | ▶ⓘ                       |
| p͡f                       | Stimmlose labiodentale Affrikate | deutsch pf                                    | deutsch Pflicht [p͡flɪçt(ʰ)]                                        | ▶ⓘ                       |
| ɸ                        | siehe unter F                    | siehe unter F                                 | siehe unter F                                                      | siehe unter F            |

### Q
| IPA-Zeichen (anklickbar) | Laut                       | Umschreibung für Deutschsprachige          | Beispiel                                                                                 | Hörbeispiel (anklickbar) |
| ------------------------ | -------------------------- | ------------------------------------------ | ---------------------------------------------------------------------------------------- | ------------------------ |
| q                        | Stimmloser uvularer Plosiv | in der Kehle (an der Uvula) gesprochenes k | arab. قلب („Herz“) [qalb] Quechua quri („Gold“) [ˈqɔɾɪ] Inuktitut imiq („Wasser“) [imiq] | ▶ⓘ                       |

### R
| IPA-Zeichen (anklickbar) | Laut                                      | Umschreibung für Deutschsprachige | Beispiel | Hörbeispiel (anklickbar) |
| ------------------------ | ----------------------------------------- | --- | --- | ------------------------ |
| r                        | Stimmhafter alveolarer Vibrant            | „gerolltes“ r mit mehreren Zungenschlägen; [r], [ʀ] und [ʁ] sind in der deutschen Sprache freie Allophone | span. perro („Hund“) [ˈpero] russ. рыба („Fisch“) [ˈrɨbə] ungar. virág („Blume“) [ˈviraːg]                           | ▶ⓘ                       |
| ɾ                        | Stimmhafter alveolarer Tap                | mit einem Zungenschlag erzeugtes r; im nordamerikanischen Englisch ein Allophon zu [t] bzw. [tʰ] und [d]; mundartlich auch im Deutschen, dort teils mit -dd-, teils mit -rr- wiedergeben (niederdt. „Vadder“, hess. „Nerrerländer“) | span. pero („aber“) [ˈpeɾo] niederl. rat (Ratte) [ɾɑt] port. dar („geben“) [daɾ] engl. (AE) water („Wasser“) [ˈwɑɾɚ] | ▶ⓘ                       |
| ɺ                        | Stimmhafter lateraler alveolarer Flap     | Mischung aus gerolltem r und deutsch l, wie das r in Bapperl | japan. 心 („Herz“) [ko̥koɺo]                                                                                          |                          |
| ɽ                        | Stimmhafter retroflexer Flap              | r mit einem Zungenschlag an die Alveolen | Urdu بڑا („groß“) [bəɽa]                                                                                             | ▶ⓘ                       |
| ɹ                        | Stimmhafter alveolarer Approximant        | „dunkles“ r | engl. rest („Pause“) [ɹɛst] Igbo rí („essen“) [ɹí]                                                                   | ▶ⓘ                       |
| ɻ                        | Stimmhafter retroflexer Approximant       | r mit an die Alveolen angenäherter Zunge | engl. (AE) wrap („einhüllen“) [ɻæp] Tamil வழி („Weg“) [ʋaɻi]                                                          | ▶ⓘ                       |
| ʀ                        | Stimmhafter uvularer Vibrant              | am Gaumenzäpfchen gerolltes r; [r], [ʀ] und [ʁ] sind in der deutschen Sprache freie Allophone | deutsch Ratte [ˈʀatə]                                                                                                | ▶ⓘ                       |
| ʁ                        | Stimmhafter uvularer Frikativ             | geriebenes, nicht gerolltes Zäpfchen‑r; im deutschen Sprachraum vermutlich häufigste Aussprachevariante von deutsch r; stimmhaftes Gegenstück zu [χ]; [r], [ʀ] und [ʁ] sind in der deutschen Sprache freie Allophone                | deutsch Ratte [ˈʁatʰə] franz. rate („Milz“) [ʁat] port. rato („Maus“) [ˈʁatu]                                        | ▶ⓘ                       |
| r̝                        | Stimmhafter alveolarer frikativer Vibrant | kurzes „gerolltes“ r, gleichzeitig gesprochen mit [ʒ] | tschech. řeč („Sprache“) [r̝ɛtʃ] tschech. Dvořák (Nachname) [dvɔr̝aːk] tschech. hřbitov („Friedhof“) [ˈɦr̝bɪtof]        | ▶ⓘ                       |
| ɐ                        | siehe unter A                             | siehe unter A | siehe unter A | siehe unter A            |

### S
| IPA-Zeichen (anklickbar) | Laut                                       | Umschreibung für Deutschsprachige und typische europäische Schreibweisen | Beispiel | Hörbeispiel (anklickbar) |
| ------------------------ | ------------------------------------------ | --- | --- | ------------------------ |
| s                        | Stimmloser alveolarer Frikativ             | deutsch ss, ß, stimmloses s franz. und port. auch ç, ungar. immer sz, tschech., slowak., slowen., serbokroat. (geschriebenes) s immer [s], poln. jedes s außer si                            | deutsch Nuss [nʊs] deutsch Fuß [fuːs] engl. sea („Meer“) [siː] franz. sous („unter“) [su] ital. sempre („immer“) [ˈsɛmpre] | ▶ⓘ                       |
| ʂ                        | Stimmloser retroflexer Frikativ            | sch mit an die Alveolen angenäherter Zunge | chin. shān („Berg“) [ʂan] schwed. först („zuerst“) [fœʂt] Sindhi Sache [ʂɛ]                                                | ▶ⓘ                       |
| ʃ                        | Stimmloser postalveolarer Frikativ         | deutsch sch, engl. sh, fr. ch, it. sci vor a/o/u und sc vor e/i, port./bask./malt./katalan. x, ungar. s, rumän. ș, türk. ş, tschech./slowak./slowen./kroat. š, poln. sz, serb./bulg./russ. ш | deutsch schnell [ʃnɛl] engl. dish („Teller“) [dɪʃ] franz. cacher („verstecken“) [kaˈʃe] ital. pesce („Fisch“) [ˈpeʃːe]     | ▶ⓘ                       |
| s͡f                       | Stimmloser labiodental-alveolarer Frikativ | gleichzeitige Artikulation von stimmlosem s und f | Shona sviba („schwarz“) [ˈs͡fiɓa]                                                                                           |                          |
| ɕ                        | siehe unter C                              | siehe unter C | siehe unter C | siehe unter C            |

Für die stimmhaften Varianten von s und sch siehe unter Z.

### T
| IPA-Zeichen (anklickbar) | Laut                                | Umschreibung für Deutschsprachige                                                                 | Beispiel | Hörbeispiel (anklickbar) |
| ------------------------ | ----------------------------------- | ------------------------------------------------------------------------------------------------- | --- | ------------------------ |
| t                        | Stimmloser alveolarer Plosiv        | deutsch t (jedoch ohne Aspiration)                                                                | deutsch alt [alt(ʰ)] engl. time („Zeit“) [tʰaɪm] franz. toucher („berühren“) [tuˈʃe]                                     | ▶ⓘ                       |
| ʈ                        | Stimmloser retroflexer Plosiv       | t mit an die Alveolen angenäherter Zunge                                                          | schwed. kort („kurz“) [kɔʈ] Hindi टमाटर („Tomate“) [ʈʌmaʈʌr]                                                              | ▶ⓘ                       |
| θ                        | Stimmloser dentaler Frikativ        | stimmloser th-Laut (Lispellaut)                                                                   | engl. theft („Diebstahl“) [θɛft] span. paz („Frieden“) [paθ] arab. ثمر („Frucht“) [ˈθamar] baschkir. төҫ („Farbe“) [tʏ̞θ] | ▶ⓘ                       |
| t͡s                       | Stimmlose alveolare Affrikate       | deutsch z, ungarisch c; [t], das direkt in ein [s] übergeht                                       | deutsch Ziel [t͡siːl] russ. Царь („Zar; Kaiser“) [t͡sarʲ]                                                                  | ▶ⓘ                       |
| t͡ʃ                       | Stimmlose postalveolare Affrikate   | deutsch tsch; [t], das direkt in ein [ʃ] übergeht                                                 | deutsch Tschüss [t͡ʃʏs] engl. chin („Kinn“) [t͡ʃɪn]                                                                        | ▶ⓘ                       |
| t̠͡ɕ                       | Stimmlose alveolopalatale Affrikate | [t], das direkt in ein [ɕ] übergeht, russ. ч, etwa zwischen tz in „Sitz“ und tch/dch in „Mädchen“ | poln. ćma („Motte“) [t͡ɕma] russ. чуть („kaum“) [t͡ɕʉtʲ]                                                                   | ▶ⓘ                       |
| ʈ͡ʂ                       | Stimmlose retroflexe Affrikate      | [ʈ], das direkt in ein [ʂ] übergeht, etwa zwischen tsch in „deutsch“ und tch/dch in „Mädchen“     | poln. czas („Zeit“) [ʈ͡ʂas] russ. лучше („besser“) [ˈɫuʈ͡ʂɨ]                                                               | ▶ⓘ                       |

### U
| IPA-Zeichen (anklickbar) | Laut                                                            | Umschreibung für Deutschsprachige         | Beispiel                                                                                     | Hörbeispiel (anklickbar) |
| ------------------------ | --------------------------------------------------------------- | ----------------------------------------- | -------------------------------------------------------------------------------------------- | ------------------------ |
| u                        | Gerundeter geschlossener Hinterzungenvokal                      | (geschlossenes) u, wie deutsches langes u | deutsch Stuhl [ʃtuːl] franz. fou („verrückt“) [fu] ital. buio („dunkel“) [ˈbuːjo]            | ▶ⓘ                       |
| ũ                        | Gerundeter geschlossener Hinterzungennasalvokal                 | nasaliertes u                             | port. um („ein“) [ũ]                                                                         |                          |
| ʉ                        | Gerundeter geschlossener Zentralvokal                           | zwischen deutsch u und ü                  | engl. (AuE) hoof („Huf“) [hʉːf] schwed. ful („hässlich“) [fʉːl] norweg. gutt („Junge“) [gʉt] | ▶ⓘ                       |
| ʊ                        | Gerundeter zentralisierter fast geschlossener Hinterzungenvokal | offenes u, wie deutsches kurzes u         | deutsch und [ʔʊnt(ʰ)] engl. book („Buch“) [bʊk] schwed. buss („Bus“) [bʊsː]                  | ▶ⓘ                       |

Für den deutschen Ü-Laut siehe unter Y.

### V
| IPA-Zeichen (anklickbar) | Laut                                        | Umschreibung für Deutschsprachige | Beispiel | Hörbeispiel (anklickbar)                    |
| ------------------------ | ------------------------------------------- | --- | --- | ------------------------------------------- |
| v                        | Stimmhafter labiodentaler Frikativ          | deutsch w, stimmhaftes Gegenstück zum [f]; die Unterlippe wird an die Oberzähne gedrückt. Die ausgeatmete Luft passiert zwischen den enggestellten Stimmbändern sowie Zähnen und Lippe zwei enge Spalten. | deutsch Welt [vɛlt(ʰ)] engl. have („haben“) [hæv] franz. veau („Kalb“) [vo]                                               | ▶ⓘ                                          |
| v̊                        | Halb-stimmhafter labiodentaler Frikativ     | niederländ. v, ein halb-stimmhaftes Mittelding zwischen [f] und [v], also der deutschen Aussprache der Buchstaben f und w                                                                                 | niederl. veld [v̊ɛlt] („Feld“) niederl. vrij [v̊ʀɛ͡ı] („frei“)                                                               |                                             |
| ʋ                        | Stimmhafter labiodentaler Approximant       | Die Unterlippe wird Oberlippe und Oberzähnen angenähert, ohne sie zu berühren (im Unterschied zu [v] und [β]) und ohne die Lippen zu runden (im Unterschied zu [w])                                       | kroat. vaza („Vase“) [ˈʋǎːza] niederl. wijn („Wein“) [ʋɛin] slowen. veter („Wind“) [ˈʋeːtəɾ] Tamil ஒன்று („eins“) [ˈʋɔndrɯ] | ▶ⓘ                                          |
| ѵ                        | Stimmhafter labiodentaler Flap              | Ähnlich wie deutsches w, aber die Unterlippe berührt die oberen Schneidezähne nur kurz | Sika voter („ich stecke einen Pfahl in den Boden“) [ѵoːtɛr]                                                               | ▶ⓘ                                          |
| ʌ                        | siehe unter A                               | siehe unter A | siehe unter A | siehe unter A                               |
| ɣ                        | siehe unter G                               | siehe unter G | siehe unter G | siehe unter G                               |
| ˠ                        | siehe unter Diakritika und Suprasegmentalia | siehe unter Diakritika und Suprasegmentalia | siehe unter Diakritika und Suprasegmentalia                                                                               | siehe unter Diakritika und Suprasegmentalia |

### W
| IPA-Zeichen (anklickbar) | Laut                                             | Umschreibung für Deutschsprachige | Beispiel | Hörbeispiel (anklickbar)                    |
| ------------------------ | ------------------------------------------------ | --- | --- | ------------------------------------------- |
| w                        | Stimmhafter labiovelarer Approximant             | engl. w; konsonantisch benutzter u-Laut, ähnlich dem kurzen, ungespannten u in Bauer                                                                              | engl. wind („Wind“) [wɪnd] franz. coin („Ecke“) [kwɛ̃] poln. łódka („Boot“) [ˈwutka] ital. uomo („Mann, Mensch“) [ˈwɔːmo] | ▶ⓘ                                          |
| w̃                        | Nasalierter stimmhafter labiovelarer Approximant | nasales Pendant des engl. w; konsonantisch benutzter nasalierter u-Laut, ähnlich einer hastigen Aussprachen des „-ugen-“ in Augenblick > „Aungmblick“ > [ˈaw̃blɪk] | port. São („Sankt“) [sɐw̃]                                                                                                |                                             |
| ʍ                        | Stimmloser labiovelarer Frikativ                 | nahezu stimmloses engl. w | schott. engl. whether („ob“) [ˈʍɛðɚ]                                                                                     | ▶ⓘ                                          |
| ɰ                        | Stimmhafter velarer Approximant                  | wie engl. w, aber ohne Rundung der Lippen | japan. 庭 (にわ, „Garten“) [niɰa]                                                                                        | ▶ⓘ                                          |
| ɯ                        | siehe unter I                                    | siehe unter I | siehe unter I | siehe unter I                               |
| ʷ                        | siehe unter Diakritika und Suprasegmentalia      | siehe unter Diakritika und Suprasegmentalia | siehe unter Diakritika und Suprasegmentalia                                                                              | siehe unter Diakritika und Suprasegmentalia |

Für den deutschen W-Laut siehe unter V.

### X
| IPA-Zeichen (anklickbar) | Laut                         | Umschreibung für Deutschsprachige | Beispiel | Hörbeispiel (anklickbar) |
| ------------------------ | ---------------------------- | --- | --- | ------------------------ |
| x                        | Stimmloser velarer Frikativ  | deutsche Standardaussprache des ch nach a, o, u („Ach-Laut“). Gaumensegel und (hinterer) Zungenrücken werden an der Stelle nur einander angenähert, an welcher sie sich bei der Artikulation des k berühren. | westf. grout („groß“) [xrɔut] span. jabón („Seife“) [xaˈβon] tschech. v Čechách („in Böhmen“) [f ˈtʃɛxaːx] russ. хлеб („Brot“) [xlʲep] poln. wschód („Osten“) [fsxut] („sch“ nicht als ʃ gesprochen, sondern getrennt „s-ch“) | ▶ⓘ                       |
| χ                        | Stimmloser uvularer Frikativ | hinten im Rachen gesprochenes ch, stimmloses Gegenstück zum geriebenen Zäpfchen-r [ʁ], deutsch ch nach a, o, u („Ach-Laut“) außer im Suffix -chen (Verkleinerungsform)                                       | deutsch Bach [baχ] deutsch hoch [hoːχ] niederl. vraag („Frage“) [vʀaːχ] | ▶ⓘ                       |

### Y
| IPA-Zeichen (anklickbar) | Laut                                                            | Umschreibung für Deutschsprachige                                      | Beispiel | Hörbeispiel (anklickbar)                    |
| ------------------------ | --------------------------------------------------------------- | ---------------------------------------------------------------------- | --- | ------------------------------------------- |
| y                        | Gerundeter geschlossener Vorderzungenvokal                      | deutsch ü (nicht kurz)                                                 | deutsch Güte [ˈgyːtʰə] franz. tu („du“) [ty] niederl. duren (aushalten) [ˈdyrə(n)] schwed. lyda („hören“) [ˈlyːda] | ▶ⓘ                                          |
| ʏ                        | Gerundeter zentralisierter fast geschlossener Vorderzungenvokal | deutsch ü (kurz)                                                       | deutsch Nüsse [ˈnʏsə] niederl. vullen („füllen“) [ˈvʏlə(n)]                                                        | ▶ⓘ                                          |
| ɥ                        | Stimmhafter labiopalataler Approximant                          | konsonantisch benutzter Ü-Laut; [ɥ] verhält sich zu [y] wie [w] zu [u] | franz. huit („acht“) [ɥit]                                                                                         |                                             |
| ʎ                        | siehe unter L                                                   | siehe unter L                                                          | siehe unter L | siehe unter L                               |
| ɣ                        | siehe unter G                                                   | siehe unter G                                                          | siehe unter G | siehe unter G                               |
| ɤ                        | siehe unter O                                                   | siehe unter O                                                          | siehe unter O | siehe unter O                               |
| ˠ                        | siehe unter Diakritika und Suprasegmentalia                     | siehe unter Diakritika und Suprasegmentalia                            | siehe unter Diakritika und Suprasegmentalia                                                                        | siehe unter Diakritika und Suprasegmentalia |

### Z
| IPA-Zeichen (anklickbar) | Laut                                        | Umschreibung für Deutschsprachige und typische europäische Schreibweisen | Beispiel | Hörbeispiel (anklickbar) |
| ------------------------ | ------------------------------------------- | --- | --- | ------------------------ |
| z                        | Stimmhafter alveolarer Frikativ             | stimmhaftes deutsches s engl., franz., port. auch z, poln., tschech., slowak., slowen., serbokroat., ungar. immer z, kyrill. з                                                                                | deutsch Sahne [ˈzaːnə] engl. zoo („Zoo“) [zuː] franz. rose („Rose“) [ʁoz] ital. tesoro („Schatz“) [teˈzɔːro]   | ▶ⓘ                       |
| ʑ                        | Stimmhafter alveolopalataler Frikativ       | zwischen stimmhaftem s und j, palatalisiertes [z] | poln. ziarno („Korn“) [ˈʑarnɔ]                                                                                 | ▶ⓘ                       |
| ʐ                        | Stimmhafter retroflexer Frikativ            | stimmhaftes sch mit an die Alveolen angenäherter Zunge | Tamil பழம் („Frucht“) [ˈpʌʐʌm] chin. rénmín („Volk“) [ʐənmin]                                                   | ▶ⓘ                       |
| ʒ                        | Stimmhafter postalveolarer Frikativ         | stimmhaftes Gegenstück zu deutsch sch, j in Jalousie, franz./port. g (nur vor e u. i) u. j, rumän. j, ungar. zs, tschech./slowak./slowen./kroat./lit./lett. ž, poln. ż und rz, alban. zh, russ./serb./bulg. ж | deutsch Genie [ʒeˈniː] engl. (AE) pleasure („Vergnügen“) [ˈplɛʒɚ] franz. rouge („rot“) [ʁuːʒ], je („ich“) [ʒə] | ▶ⓘ                       |
| z͡v                       | Stimmhafter labiodental-alveolarer Frikativ | gleichzeitige Artikulation von stimmhaftem s [z] und w [v] | Shona mazvita („danke“) [maˈz͡vita]                                                                             |                          |

### Sonstige
| IPA-Zeichen (anklickbar) | Laut                              | Umschreibung für Deutschsprachige                                                             | Beispiel | Hörbeispiel (anklickbar) |
| ------------------------ | --------------------------------- | --------------------------------------------------------------------------------------------- | --- | ------------------------ |
| ʔ                        | Glottaler Plosiv                  | durch Verschluss der Stimmritze erzeugter Knacklaut, wie im Deutschen vor anlautenden Vokalen | deutsch beachten [bəˈʔaχtʰən] dänisch stød [støʔð] arab.: Buchstabe Hamza, bzw. Hamza-Alif als Konsonant niederl. beantwoorden („beantworten“) [bəˈʔɑntʋɔːrdə(n)] thail. อาน („Sattel“) [ʔāːn], เกาะ („Insel“) [kɔʔ] | ▶ⓘ                       |
| ʡ                        | Epiglottaler Plosiv               |                                                                                               | Dahalo („Boden“) [ndoːʡo] | ▶ⓘ                       |
| ʕ                        | Stimmhafter pharyngaler Frikativ  | mit verengtem Kehlkopf gesprochener Kehlenpresslaut („Würgelaut“)                             | arab. عين („Auge“) [ʕain] | ▶ⓘ                       |
| ʢ                        | Stimmhafter epiglottaler Frikativ |                                                                                               | awar. („Nagel“) [maʢ] | ▶ⓘ                       |
| ʘ                        | Bilabialer Klick                  | ähnlich dem schmatzenden Geräusch eines „Luftkusses“                                          | ǃXóõ („Traum“) [kʘôõ] | ▶ⓘ                       |
| ǀ                        | Dentaler Klick                    |                                                                                               | IsiXhosa („fein mahlen“) [ukúkǀola] | ▶ⓘ                       |
| ǂ                        | Palatoalveolarer Klick            |                                                                                               | ǃXóõ („Knochen“) [kǂàã] | ▶ⓘ                       |
| ǁ                        | Lateraler alveolarer Klick        | Reiterschnalzer: Die Zungenseiten werden vom Zahnfleisch weggezogen                           | IsiXhosa („sich bewaffnen“) [ukúkǁʰoɓa] | ▶ⓘ                       |
| ǃ                        | Postalveolarer Klick              | Schnalzlaut mit Zungenspitze am mittleren Gaumen                                              | IsiXhosa („Steine zerbrechen“) [ukúkǃoɓa] | ▶ⓘ                       |

## DiakritikaundSuprasegmentalia
Diese Zeichen sind keine Laute, sondern dienen der näheren Beschreibung der Aussprache einzelner Laute oder Lautfolgen. Hier ist „◌“ ein Platzhalter für ein Lautzeichen.
| IPA-Zeichen (vergrößert) | Umschreibung für Deutschsprachige | Beispiel | Unicode            |
| ------------------------ | --- | --- | ------------------ |
| ˈ                        | nachfolgende Silbe trägt primäre Betonung (Hauptbetonung); kein Apostroph                                                                                   | deutsch Kasse [ˈkʰasə] engl. (AE) because („weil“) [bɪˈkɒːz] ital. mangiare („essen“) [manˈdʒaːre]                        | U+02C8             |
| ˌ                        | nachfolgende Silbe trägt sekundäre Betonung (Nebenbetonung); kein Komma                                                                                     | deutsch Wasserpfeife [ˈvasɐˌpfaɪ̯fə] engl. influenza („Grippe“) [ˌɪnfluˈɛnzə] franz. ignorance („Unwissenheit“) [ˌiɲɔˈʀɑ̃s] | U+02CC             |
| ː                        | Längenzeichen; vorhergehender Laut wird lang gesprochen; kein Doppelpunkt, sondern Längezeichen                                                             | deutsch Naht [naːt(ʰ)] engl. yeast („Hefe“) [jiːst] ital. canna („Rohr“) [ˈkanːa]                                         | U+02D0             |
| ˑ                        | Längenzeichen; vorhergehender Laut wird halblang gesprochen                                                                                                 | engl. beat [biˑt] | U+02D1             |
| ◌̆                        | Längenzeichen; gekennzeichneter Laut wird besonders kurz gesprochen; typografisch ein Breve, im Gebrauch nicht identisch mit dem Breve in der Altphilologie | engl. police [pʰə̆ˈliˑs]                                                                                                   | U+0306             |
| ʼ                        | Ejektive Aussprache; vorhergehendes Zeichen wird nicht pulmonal, sondern per Kehlkopfbewegung erzeugt                                                       | georgisch სააკაშვილი [ˈsaːkʼaʃvɪlɪ]                                                                                       | U+02BC             |
| \|                       | untergeordnete Intonationsgruppe (Sprechtaktgrenze) | | U+007C             |
| \|\|                     | übergeordnete Intonationsgruppe | | zwei U+007C        |
| ◌‿◌                      | Liaisonbogen zwischen zwei Wörtern bezeichnet die Liaison, den fließenden Übergang zum nächsten Wort wie im Französischen                                   | franz. mon [mɔ̃] + amie [aˈmi] → mon amie /mɔ̃n‿ami / [mɔ̃naˈmi]                                                             | U+203F             |
| ◌͡◌ ◌͜◌                    | Ligaturbogen über oder unter zwei Lautzeichen bezeichnet eine Doppelartikulation                                                                            | Idoma [ak͡pa] („Brücke“), [ag͡pa] („Unterkiefer“)                                                                           | U+0361 bzw. U+035C |
| .                        | Silbengrenze | deutsch Karte [ˈkʰaʁ.tʰə] engl. (BE) labour („Arbeit“) [ˈleɪ̯.bə] franz. abbaye („Abtei“) [a.be.ˈi]                        | U+002E             |
| ◌̋                        | besonders hoher Ton | | U+030B             |
| ˥                        | besonders hoher Ton | | U+02E5             |
| ◌́                        | hoher Ton | | U+0301             |
| ˦                        | hoher Ton | | U+02E6             |
| ◌̄                        | mittlerer Ton | | U+0304             |
| ˧                        | mittlerer Ton | | U+02E7             |
| ◌̀                        | niedriger Ton | | U+0300             |
| ˨                        | niedriger Ton | | U+02E8             |
| ◌̏                        | besonders niedriger Ton | | U+030F             |
| ˩                        | besonders niedriger Ton | | U+02E9             |
| ◌̌                        | steigender Ton | | U+030C             |
| ◌̂                        | fallender Ton | | U+0302             |
| ꜜ                        | Downstep (Tonabstufung) | Igbo („unser Haus“) [ʊ́ꜜlɔ́ ꜜáɲɪ́]                                                                                           | U+A71C             |
| ꜛ                        | Upstep (Tonhochstufung) | Hausa turanci ne („es ist Englisch“) [túránꜛtʃí nè]                                                                       | U+A71B             |
| ↗                        | Global rise (globaler Tonanstieg) | deutsch Ja? [↗ jaː] | U+2197             |
| ↘                        | Global fall (globaler Tonabfall) | deutsch Ja. [↘ jaː] | U+2198             |
| ◌̤                        | Murmelstimme | | U+0324             |
| ◌̰                        | Knarrstimme | | U+0330             |
| ◌̥                        | Stimmlose Aussprache des gekennzeichneten Lauts | deutsch klar [kl̥aːɐ̯] engl. price („Preis“) [ˈpɹ̥aɪs] franz. médecin („Arzt“) [med̥ˈsɛ̃]                                      | U+0325             |
| ◌̬                        | Stimmhafte Aussprache des gekennzeichneten Lauts | engl. back of („Rückseite von“) [ˈbæk̬ʰəv] franz. chaque jour („jeden Tag“) [ʃak̬ˈʒuʁ]                                      | U+032C             |
| ◌̻                        | Laminale Aussprache des gekennzeichneten Lauts | irisch Taoiseach (Titel des Regierungschefs) [t̻ˠiːʃɒx]                                                                    | U+033B             |
| ◌̪                        | Dentale Aussprache des gekennzeichneten Lauts | rumän. fluture („Schmetterling“) [ˈfl̪ut̪ure̞]                                                                               | U+032A             |
| ◌̺                        | Apikale Aussprache des gekennzeichneten Lauts | | U+033A             |
| ʰ                        | Aspiriert gesprochen, also von einem hörbaren Lufthauch gefolgt                                                                                             | deutsch Pass [pʰas] Quechua qhari („Mann“) [ˈqʰaɾɪ] Aymara thakhi („Weg“) [ˈtʰakʰɪ]                                       | U+02B0             |
| ʲ                        | Palatalisiert gesprochen | russisch цепь („Kette“) [t͡sɛpʲ]                                                                                           | U+02B2             |
| ʷ                        | Labialisiert gesprochen, also mit Lippenrundung | engl. red („rot“) [ɹʷɛd]                                                                                                  | U+02B7             |
| ◌̹                        | Mit stärkerer Lippenrundung gesprochen | franz. secret („Geheimnis“) [sə̹ˈkʁɛ]                                                                                      | U+0339             |
| ◌̜                        | Mit schwächerer Lippenrundung gesprochen | engl. (AE) good („gut“) [gʊ̜d]                                                                                             | U+031C             |
| ◌̟                        | weiter vorne gesprochen | engl. key („Schlüssel“) [k̟ʰiː]                                                                                            | U+031F             |
| ◌̠                        | weiter hinten gesprochen | engl. tree („Baum“) [t̠ɹiː]                                                                                                | U+0320             |
| ◌̈                        | zentralisiert gesprochen | franz. force („Kraft“) [fɔ̈ʁs]                                                                                             | U+0308             |
| ◌̽                        | zur Mitte zentralisiert gesprochen | engl. (BE) November („November“) [no̽ˈvɛmbə]                                                                               | U+033D             |
| ◌̩                        | Kennzeichnung eines Lauts, meist eines Konsonanten, der den Silbenkern bildet                                                                               | deutsch beten [ˈbeːtn̩] | U+0329             |
| ◌̯                        | Kennzeichnung eines Lauts, meist eines Vokals, der nicht den Silbenkern bildet                                                                              | deutsch Studie [ˈʃtuːdi̯ə]                                                                                                 | U+032F             |
| ◌̃                        | nasal gesprochen | franz. ignorance („Unwissenheit“) [ˌiɲɔˈʁɑ̃s]                                                                              | U+0303             |
| ◌̰                        | glottalisiert gesprochen, also mit Verengung oder Verschluss der Glottis                                                                                    | | U+0330             |
| ◌˞                       | rhotisch gesprochen | engl. (AE) center („Zentrum“) [ˈsɛnɚ]                                                                                     | U+02DE             |
| ˠ                        | velarisiert gesprochen, also mit Hebung der Hinterzunge an das Velum                                                                                        | ir. naoi („neun“) [n̪ˠiː]                                                                                                  | U+02E0             |
| ˤ                        | pharyngalisiert gesprochen, also mit einer Engebildung im Rachen (Pharynx)                                                                                  | hebr. טוב („gut“) [tˤɔːv], צדיק („gerecht“) [t͡sˤadːiːq]                                                                   | U+02E4             |
| ◌̝                        | angehobene Zunge | tschech. řeč („Sprache“) [r̝ɛtʃ]                                                                                           | U+031D             |
| ◌̞                        | gesenkte Zunge | rumän. secret („Geheimnis“) [se̞ˈkre̞t], castron („Schüssel“) [käsˈtro̞n]                                                    | U+031E             |
| ◌̘                        | vorverlagerte Zungenwurzel | | U+0318             |
| ◌̙                        | zurückverlagerte Zungenwurzel | | U+0319             |
| ◌ᷠ                        | nasale Plosion | engl. catnip („Katzenminze“) [ˈkætnᷠɪp]                                                                                    | U+1DE0             |
| ◌ᷝ                        | laterale Plosion | engl. spotless („makellos“) [ˈspɒtlᷝɨs]                                                                                    | U+02E1             |
| ◌̚                        | keine hörbare Plosion | vietnames. nước („Wasser“) [nɨək̚]                                                                                         | U+031A             |

## Suchindex
a • ɐ •
ɑ • ɒ •
æ • ɑ̃ •
ʌ • b •
ɓ • ʙ •
β • c •
ç • ɕ •
ɔ • ɔ̃ •
d • ɗ •
ɖ • ð •
d͡z • d͡ʒ •
d̠͡ʑ • ɖ͡ʐ •
e • ə •
ɘ • ɛ •
ɛ̃ • ɜ •
f • ɸ •
ɡ • ɠ •
ɢ • ʛ •
ɣ • ɤ •
h • ħ •
ɦ • ɧ •
ʜ • ɥ •
i • ĩ •
ɨ • ɪ •
j • ʝ •
ɟ • ʄ •
k • l •
ɫ • ɬ •
ɭ • ʟ •
ɮ • ʎ •
m • ɱ •
ɯ • ɰ •
n • ɲ •
ŋ • ɳ •
ɴ • o •
õ • ɵ •
ø • ɞ •
œ • œ̃ •
ɶ • ʊ •
ʘ • p •
ɸ • p͡f •
q • r •
ɾ •
ɺ • ɽ •
ɹ • ɻ •
ʀ • ʁ •
r̝ •
s • ʂ •
ʃ • s͡f •
t • ʈ •
θ • t̠͡ɕ •
ʈ͡ʂ • t͡s •
t͡ʃ • u •
ũ • ʉ •
ʊ • v •
ʋ • ѵ •
ʌ • w •
w̃ • ʍ •
ɰ • x •
χ • y •
ʏ • ɥ •
ʎ • z •
ʑ • ʐ •
ʒ • z͡v •
ʔ • ʡ •
ʕ • ʢ •
ʘ • ǀ •
ǂ • ǁ •
ǃ • ˈ •
ˌ •
ː •
ˑ •
◌̆ •
| •
‖ •
◌‿◌ •
◌͡◌ •
. •
◌̋ •
˥ •
◌́ •
˦ •
◌̄ •
˧ •
◌̀ •
˨ •
◌̏ •
˩ •
◌̌ •
◌̂ •
ꜜ •
ꜛ •
↗ •
↘ •
◌̤ •
◌̰ •
◌̥ •
◌̬ •
◌̻ •
◌̪ •
◌̺ •
ʰ •
ʲ •
ʷ •
◌̹ •
◌̜ •
◌̟ •
◌̠ •
◌̈ •
◌̽ •
◌̩ •
◌̯ •
◌̃ •
◌̰ •
◌˞ •
ˠ •
ˁ •
◌̝ •
◌̞ •
◌̘ •
◌̙ •
◌ᷠ •
◌ᷝ •
◌̚